# الحصن الشامخ
الحصن الشامخ أو حصن يفوز وهو أحد الحصون الأثرية اليمنية القديمة وهو ضمن التحصينات الدفاعية المطلة على مركز مدينة الطويلة من الناحية الشمالية يتألف من بناية معمارية مشيدة فوق صخرة جبلية مرتفعة، ولا يمكن الصعود إليه إلا عن طريق واحد من الناحية الجنوبية، ونظرًا لأهمية هذا الحصن فقد ورد ذكره في أحداث عامي (819 - 818 هـ).

## الوصف المعماري
شيد مدخل الحصن بأحجار مصقولة وزود بباب خشبي مغطى من الخارج بصفائح من الزنك، وعلى جدار واجهة المدخل تفتح عدد من المزاغل الحربية، يلي المدخل ممر يؤدي إلى عدد من الدرج ثم مدخل آخر يؤدي إلى سلم متعرج بني بأحكام يصل إلى أعلى الحصن، ويحيط بالجزء العلوي سور يتوسطه من الناحية الجنوبية مدخل يؤدي إلى بركة للمياه، وفي الناحية الغربية من السور كتلة معمارية تمثل المدافن والاستراحة تعلوها غرف متداخلة، أما القسم الشرقي فهو عبارة عن بناء مستطيل الشكل يمثل عدة غرف وألحقت بهذا الجزء بركة للمياه منقورة في الصخر، ويتميز السور في الناحيتين الشمالية والشرقية بإتقان تصميمه المعماري على شكل انكسارات تتلائم مع الكتلة الصخرية التي بني عليها الحصن، أما الجزء الجنوبي الشرقي للحصن الذي بني فيه المسجد عبارة عن مستطيل أبعاده (3.20 × 5.70 متر)، والمحراب مجوف عمقه (97 سم)، وارتفاعه (1.97 متر)، وعرضه (88 سم)، ويغطي سقف المسجد بأخشاب محلية ترتكز على عقد نصف دائري بواسطة دعامات بارزة تتوسط الضلعين الشرقي والغربي، وبجانب بيت الصلاة في الناحية الغربية بركة مياه عميقة محفورة في الصخر ومغطاة بالقضاض، ويتوج قمة الحصن ببركتان آخريتان مبطنتان بالحجارة من الداخل والخارج.